# 408 هـ
408 هـ هي سنة في التقويم الهجري امتدت مقابلةً في التقويم الميلادي بين سنتي 1017 و1018.

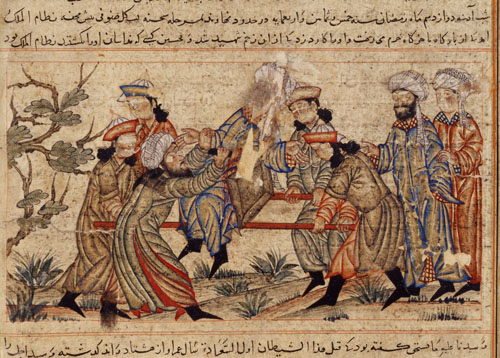
نظام الملك

## مواليد
- نظام الملك

## وفيات
- أبو الفضل الخزاعي

- علي بن حمود
- مبارك الصقلبي